# فرانك ميتشيل (سياسي)
فرانك ميتشيل هو سياسي كندي، ولد في 1926 في فيكتوريا في كندا. حزبياً، نشط في الحزب الديمقراطي الجديد في كولومبيا البريطانية ‏.